# Ad Caeli Reginam

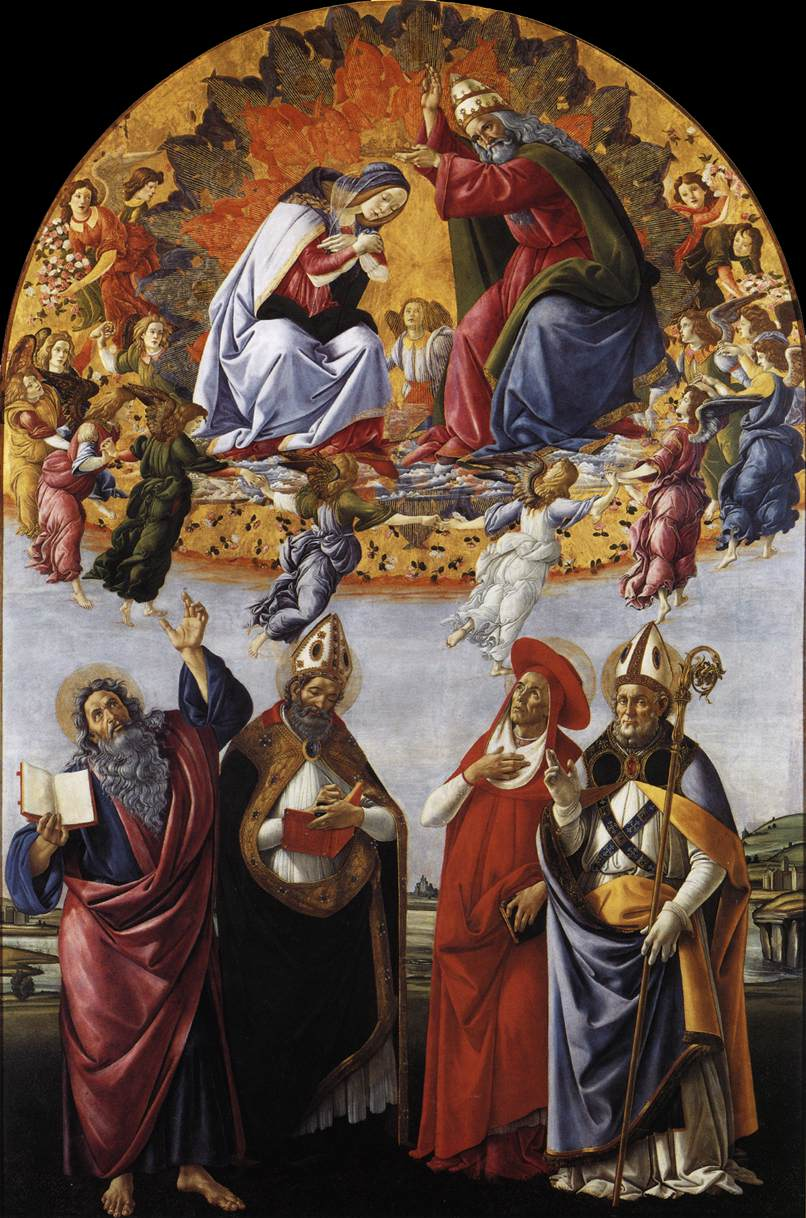
De kroning van de Maagd Maria, schilderij van Botticelli

Ad Caeli Reginam (Latijn voor Tot de Koningin des Hemels) is een encycliek van paus Pius XII, uitgevaardigd op 11 oktober 1954, waarmee de paus de liturgische gedachtenis van Maria Koningin instelde. De paus bepaalde de feestdag zelf op 31 mei, de laatste dag van de Mariamaand, maar in 1969 werd een aantal wijzigingen doorgevoerd, waardoor het feest van Maria-Visitatie verschoof van 2 juli naar 31 mei, en Maria-Koningin werd verplaatst naar 22 augustus, de octaafdag van Maria Hemelvaart. De encycliek vormde het leerstellig hoogtepunt van het Mariajaar, dat Pius een jaar eerder (met de encycliek Fulgens Corona) had ingesteld, ter gelegenheid van de honderdste verjaardag van de afkondiging van het dogma fidei van de Onbevlekte Ontvangenis van Maria, in 1854, door paus Pius IX (met de pauselijke bul Ineffabilis Deus). De encycliek is een belangrijk document in de Mariologie van paus Pius XII. Vier jaar eerder had de paus het dogma van de Maria-Tenhemelopneming afgekondigd, met de apostolische constitutie, Munificentissimus Deus.

## Grondslagen
De belangrijkste grondslag voor het Koninginschap van Maria, vindt de paus in het Evangelie volgens Lucas, 1:32-33, waar over Jezus geschreven staat: Zoon van de Allerhoogste zal hij genoemd worden, en God de Heer zal Hem de troon van zijn vader David geven, en hij zal koning zijn over het huis van Jacob in eeuwigheid, en aan zijn koningschap zal geen einde komen. Hieruit kan men volgens de paus gemakkelijk afleiden dat Maria zelf ook koningin is, want Jezus was - al met zijn ontvangenis -als mens Koning was en Heer van alles In dit verband haalt de paus ook Johannes Damascenus aan, die geschreven heeft: Naar waarheid is zij (Maria) de Meesteres van de gehele schepping geworden, toen zij Moeder werd van de Schepper. Een tweede grondslag voor het koningschap van Maria, vindt de paus in haar aandeel in de verlossing van de mensen. Doordat zij ons haar zoon geschonken heeft, tot verlossing van alle zonden, heeft zij deel aan het verlossingswerk van haar zoon, en dus aan zijn koningschap, dat door paus Pius XI, in 1925 werd afgekondigd met de encycliek Quas Primas.

## Vroegere getuigenissen
Ter ondersteuning van het koningschap van Maria, haalt de paus - eerder in de encycliek - een groot aantal oudere schrijvers aan die Maria als Koningin, of Meesteres hebben genoemd. Al deze vroegere getuigenissen, werden - volgens de paus - samengevat door de Heilige Alfonsus van Liguori, toen hij schreef: Omdat de Maagd Maria zo hoog in waardigheid is verheven dat zij de Moeder van de Koning der koningen zou zijn, daarom heeft de Kerk haar volkomen terecht met de titel van Koningin onderscheiden

## Maria als koningin in de liturgie
De paus verwijst ook naar de traditie van de liturgie, waarin Maria al heel lang als koningin wordt vereerd. Zo noemt hij de Gregoriaanse hymne Salve Regina, en de antifonen Ave, Regina caelorum en Regina caeli, laetare. ook in de Litanie van Loreto wordt Maria al lang als Koningin aangeroepen. Het is daarom dat de paus met deze encycliek geen nieuwe geloofwaarheid aan het christenvolk wil voorhouden, aangezien in feite de grond en de redenen waarop de koninklijke waardigheid van Maria steunt, reeds te allen tijde overduidelijk zijn uitgedrukt en gevonden worden in de van oudsher overgeleverde documenten van de Kerk en in de boeken van de heilige liturgie.